# アメリカ国際貿易委員会
アメリカ国際貿易委員会（アメリカこくさいぼうえきいいんかい United States International Trade Commission）は、アメリカ合衆国内の貿易に関する独立した無党派の準司法的連邦機関（independent, nonpartisan, quasi-judicial federal agency that fulfills a range of trade-related mandates）。所在地はワシントンD.C.500 E Street, SW。略称はUSITC。また単に国際貿易委員会（ITC）ということもある。

## 目的
アメリカの国内産業に対して損害を与えるダンピング、補助金に対して、アンチダンピング関税や相殺関税を賦課する場合の、国内産業の損害の有無の調査、輸入品の商標、特許および著作権等知的財産権の侵害などを調査分析し、差止命令を発すること、輸入急増等で、国内産業に被害が出た場合の調査・救済策に決定、等の不公正な貿易を是正することを目的に設立された連邦政府の独立機関。調査結果や決定及び提言は、アメリカ合衆国議会、アメリカ大統領、アメリカ通商代表部（USTR）へ送付される。

## 歴史
前身は、1916年に設立されたアメリカ関税委員会（Tariff Commission）。1930年関税法の制定により設置根拠がその第330条になる。1974年通商法による改正により、アメリカ国際貿易委員会に改称され、排除命令の発出などの権限を付与、強化され現在に至る。知的財産権の侵害についてのITCの主要な調査・輸入差し止めの法的根拠は、1930年関税法337条（合衆国法典第19編 第1337条（19 U.S.C.§1337））である。

## 第337条審理
行政手続法に従って行政判事室（office of the Administrative Law Judges）から選ばれた判事が仮決定を行い、委員会が追認する形で最終判断を下す。審理の期間は15ヶ月以内とされている。陪審員制度は無い。委員会が行う決定は、通関を禁止する排除命令と販売を中止する停止命令の2種類。損害賠償請求の是非は問わないため、知的所有権侵害などの被害を受けた企業や個人は、同時並行的に各アメリカ連邦地方裁判所に提訴を行うことが一般的。裁判所においても、委員会の決定プロセスを参考とする場合が多く、委員会の処分が審理を大きく左右する。

## 第337条の適用の傾向
非常に強力な権限を持つことを利用し、アメリカ国内の企業が海外のメーカーを狙い撃ちにするような提訴することが多く、海外の企業には恐れられてきたが、2000年代にはいるとアメリカ国内の市場で競合する第三国の企業同士が提訴合戦を行う場としても注目されている（例 2008年から2009年にかけた日本のシャープと韓国のサムスン電子による液晶テレビ輸入差し止めをめぐる提訴合戦）。
あくまでもアメリカの国益を損ねないための委員会であるが、2009年には日本の電機メーカー船井電機が持つ特許を、アメリカのVIZIO（2008年全米トップシェア企業）が侵害したとして液晶テレビの輸入を差し止める
など、アメリカの企業に絶対的に有利という見方は、必ずしも当てはまらない事例も見受けられるようになった。たとえば、特許訴訟について本訴は通常の連邦裁判所で争うとともに、並行してITCへの申し立てにより輸入差し止めを行うことで相手方にプレッシャーを与え、争訴の早期解決・有利な和解条件を引き出す手立てとして使われることがある。但し、ITCへの申立人適格性は米国内の産業保護の趣旨を鑑みると、単に米国特許を有するだけでは足りない。すなわち、米国内で実質的に事業を行っている者（工場等への相当な投資、相当な労働力の雇用、特許対象の製品に関する実質的な投資（研究開発やライセンス等））に限り申立人適格があるとされる。
また国内の企業同士による事例もあり、2022年12月22日にはAppleの心電図機能付きApple Watchが同国の医療機器メーカーであるアライブコアの特許を侵害しているとの認定を下した。